# Nasi Goreng

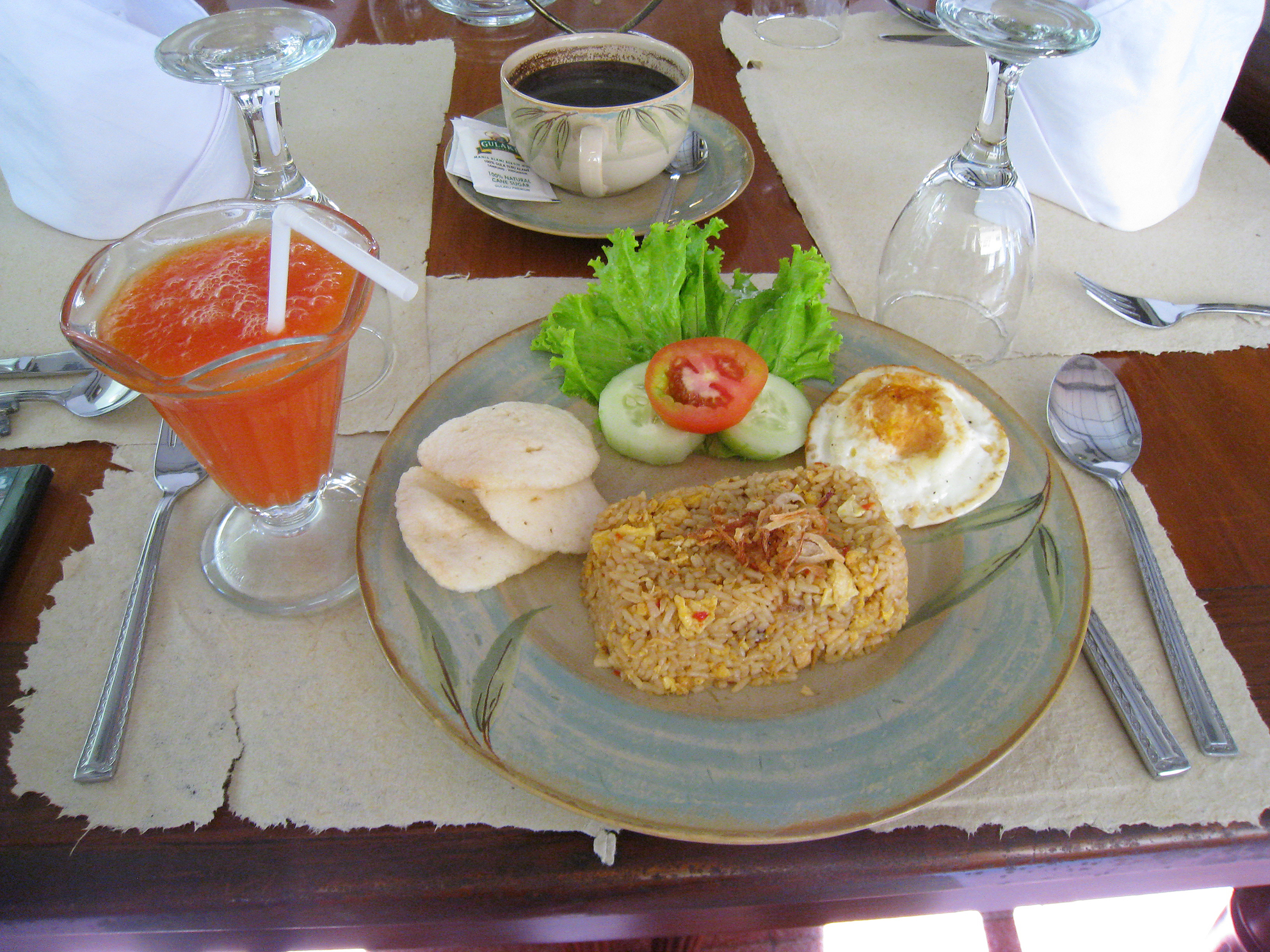
Nasi Goreng mit Spiegelei und Krupuk

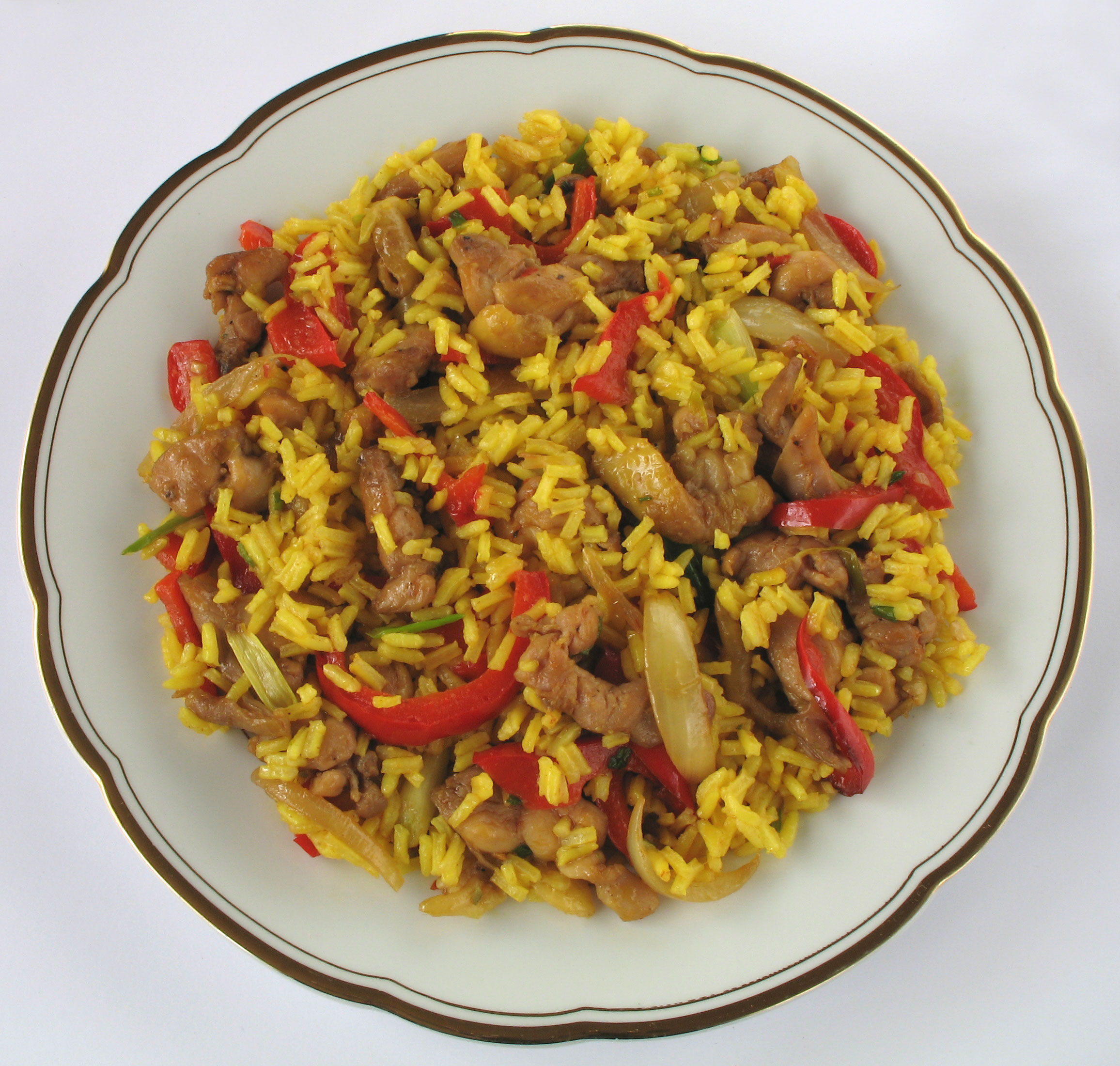
Eine Nasi-Goreng-Variation

Nasi Goreng ist ein in Indonesien weit verbreitetes Reisgericht. Der Name stammt von nasi [ˈnaːsiː] (indonesisch: gekochter Reis) und goreng [ˈgoreŋ] (indonesisch: gebraten). Traditionell wird es als Rest vom Vortag meist schon morgens warm verspeist.

## Zubereitung
Eine einheitliche Rezeptur gibt es nicht. Der Reis wird zunächst gekocht und muss mindestens 2 Stunden ruhen. In Indonesien werden Chilis, Knoblauch, kleine Zwiebeln und Salz mit einem Mörser zu einem Brei gestampft und mit Palmöl in einem Wok angebraten. Er kann auch mit handelsüblichem Öl, Lauch, Zwiebeln und Knoblauch angebraten werden. Dazu kann man Fleisch (Huhn oder Rind, selten auch Schwein) und Meeresfrüchte (wie Garnelen oder Krabben) sowie weitere Zutaten wie Gemüse, Keimlinge oder auch Pilze hinzufügen. Typische Würzmittel sind Sojasauce, Sambal Oelek und Chutneys. Daneben wird mit Salz, Pfeffer, Kurkuma, Chili und Curry gewürzt. Verbreitet ist die Zugabe von Eiern, die als Rührei während der Zubereitung oder als Spiegelei bzw. Omelettstreifen am Ende der Zubereitung hinzugefügt werden.

## Konsum, Verbreitung und Varianten
In Indonesien und Malaysia wird Nasi Goreng als eigene Mahlzeit oder zusammen mit Gemüse, Currygerichten und gebratenem Tempeh serviert. Andere Beilagen sind Krupuk, ein Spiegelei oder Satay-Spieße. Eine solche Speisenzusammenstellung wird als Ganzes als Nasi Campur (wörtlich Bunter Reis) bezeichnet.
Das Gericht ist auch in Thailand verbreitet, dort wird es unter anderem als khao phat kai (Thai: ข้าวผัดไก่ – mit Hühnerfleisch), khao phat mu (Thai: ข้าวผัดหมู – mit Schweinefleisch) oder khao phat kung (Thai: ข้าวผัดกุ้ง – mit Garnelen) zubereitet.
In Deutschland werden Varianten des Gerichtes oft als „gebratener Reis“ in Asia-Imbissen angeboten. Eine niederländische Variante ist die Nasischijf, bei der Nasi Goreng in Scheibenform gedrückt und paniert gebraten wird. Ein verwandtes Gericht auf Nudelbasis ist Bami Goreng.

## Galerie

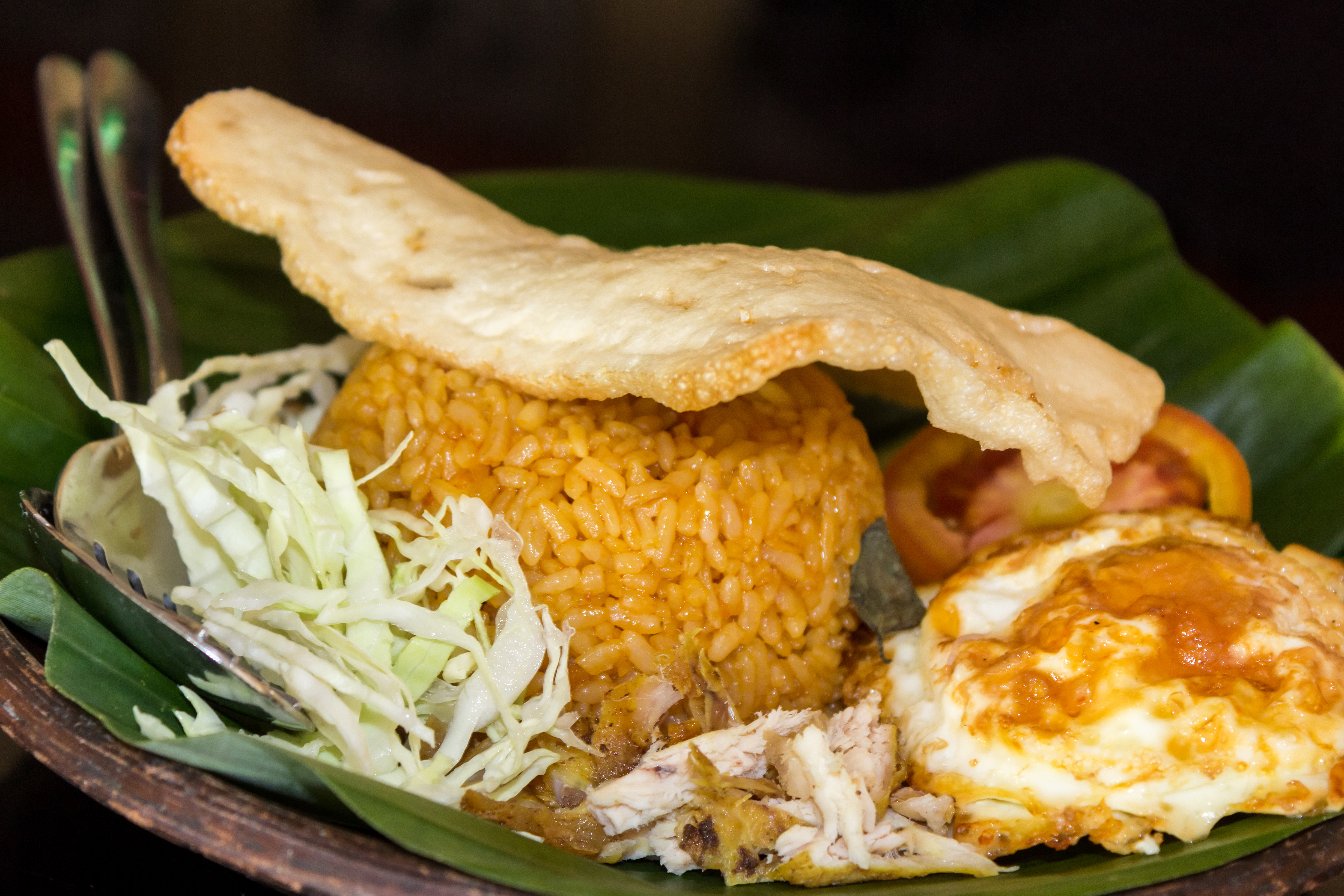
Nasi Goreng mit Huhn, Ei und Krabbenchips
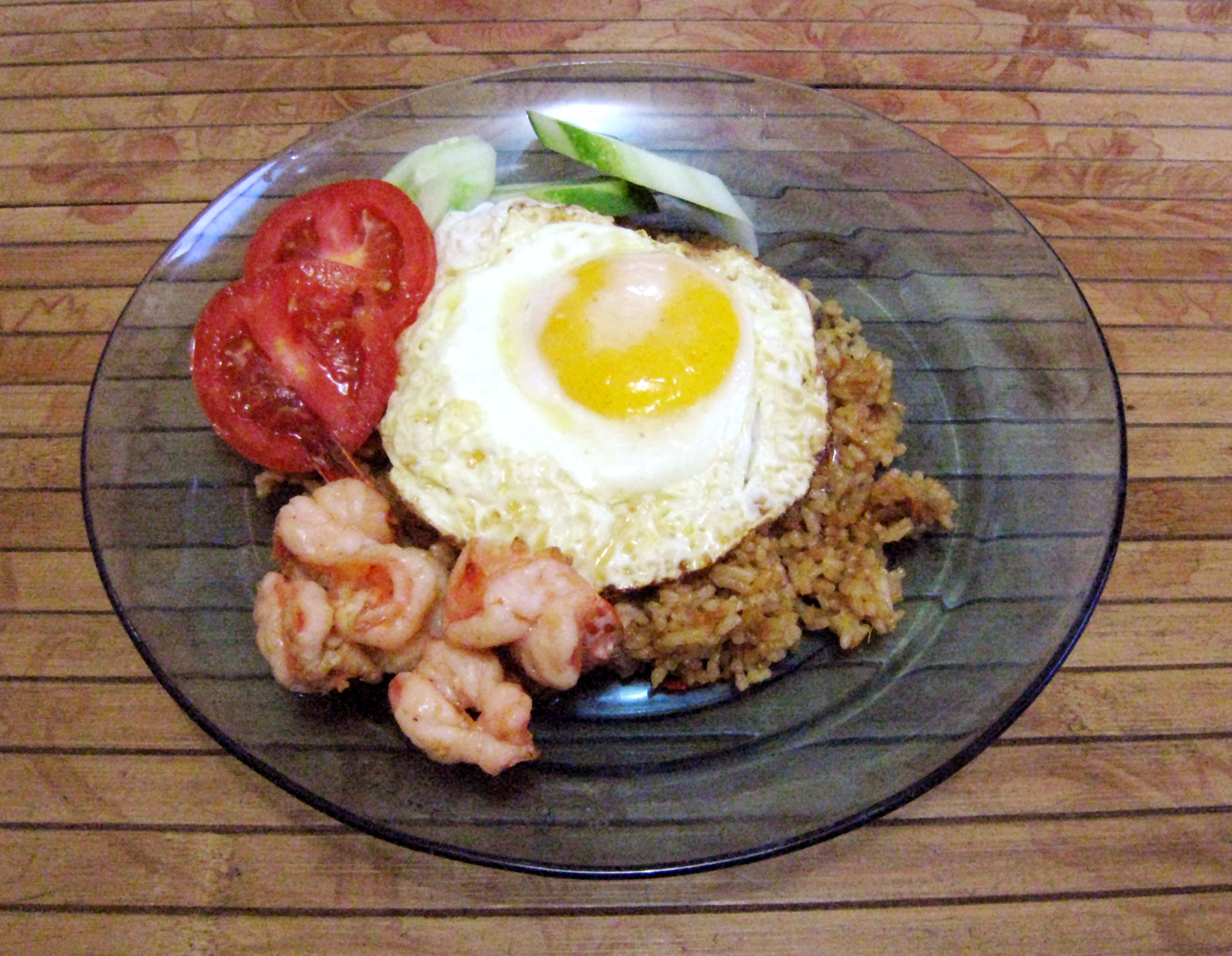
Nasi Goreng mit Shrimps und Eiern, typisches indonesisches Frühstück
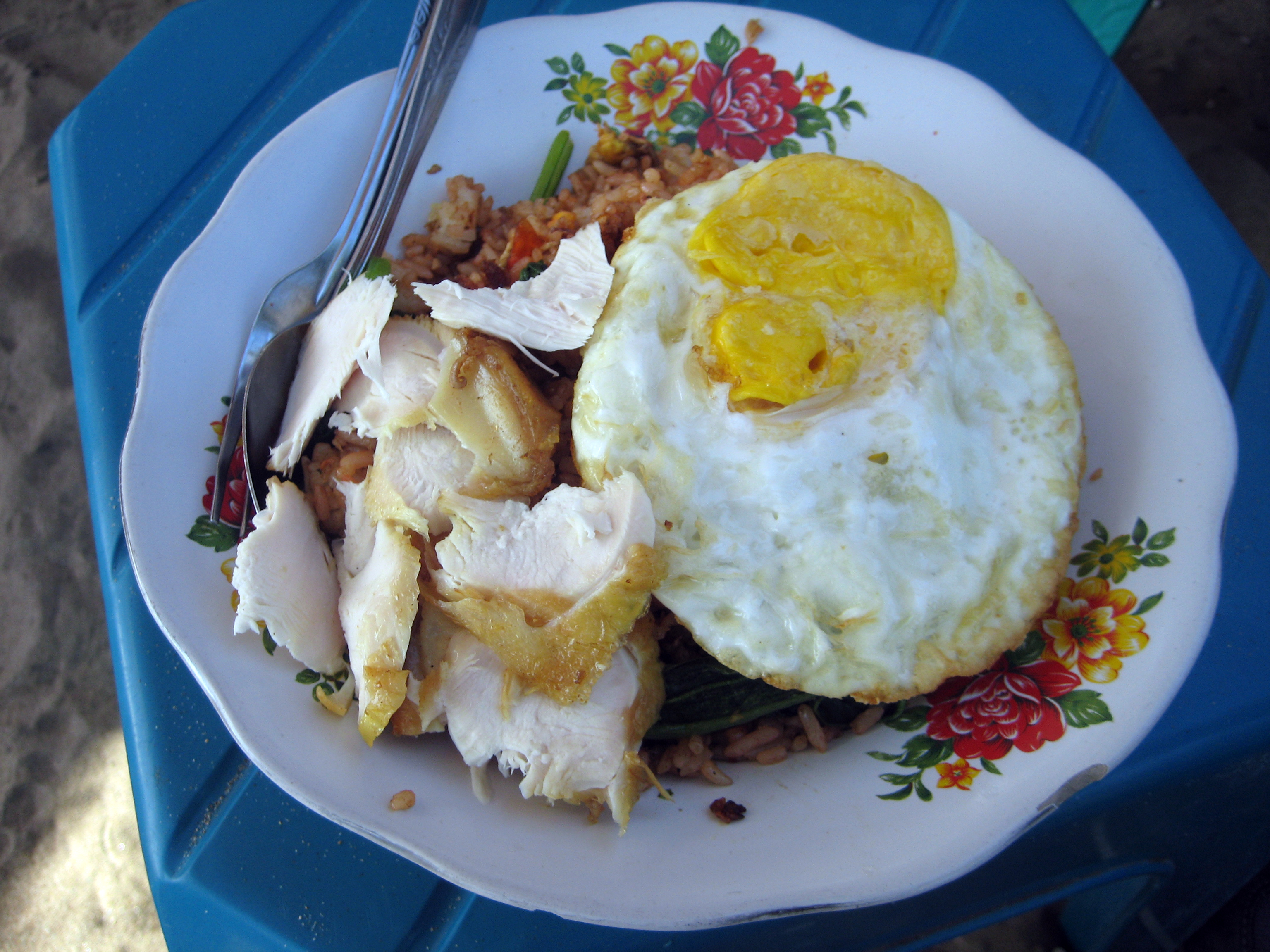
Nasi Goreng mit Huhn und Ei in Bali
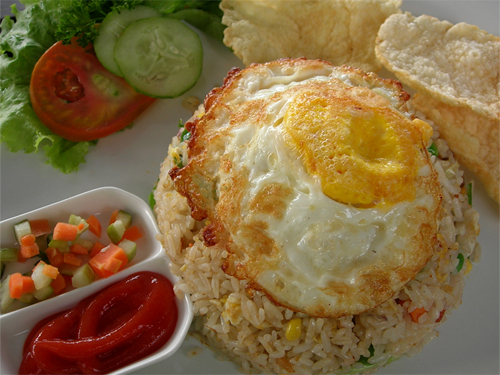
Nasi Goreng mit gesalzenem Fisch und Eiern
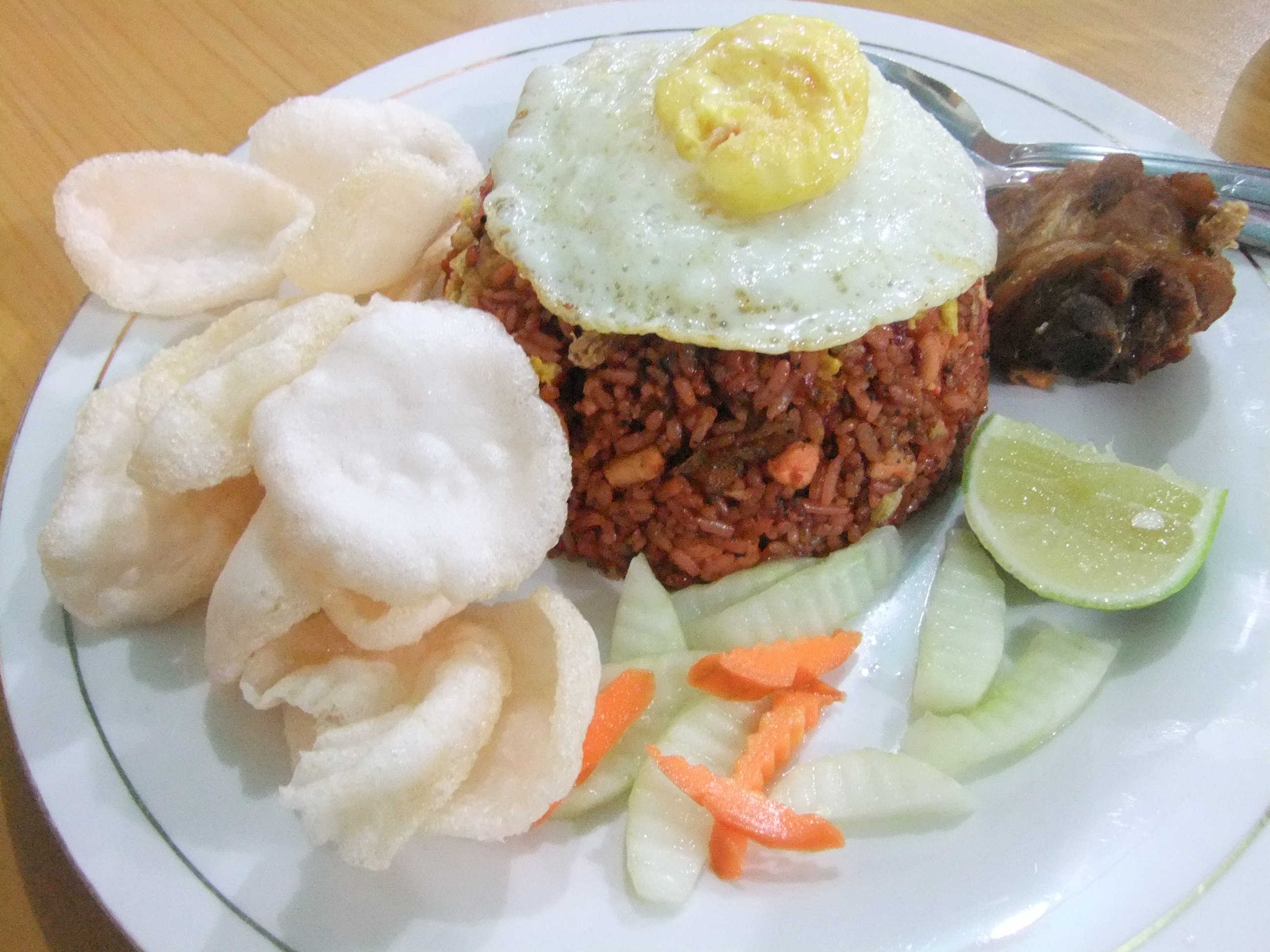
Rotes Nasi Goreng in Rantepao, Süd-Sulawesi
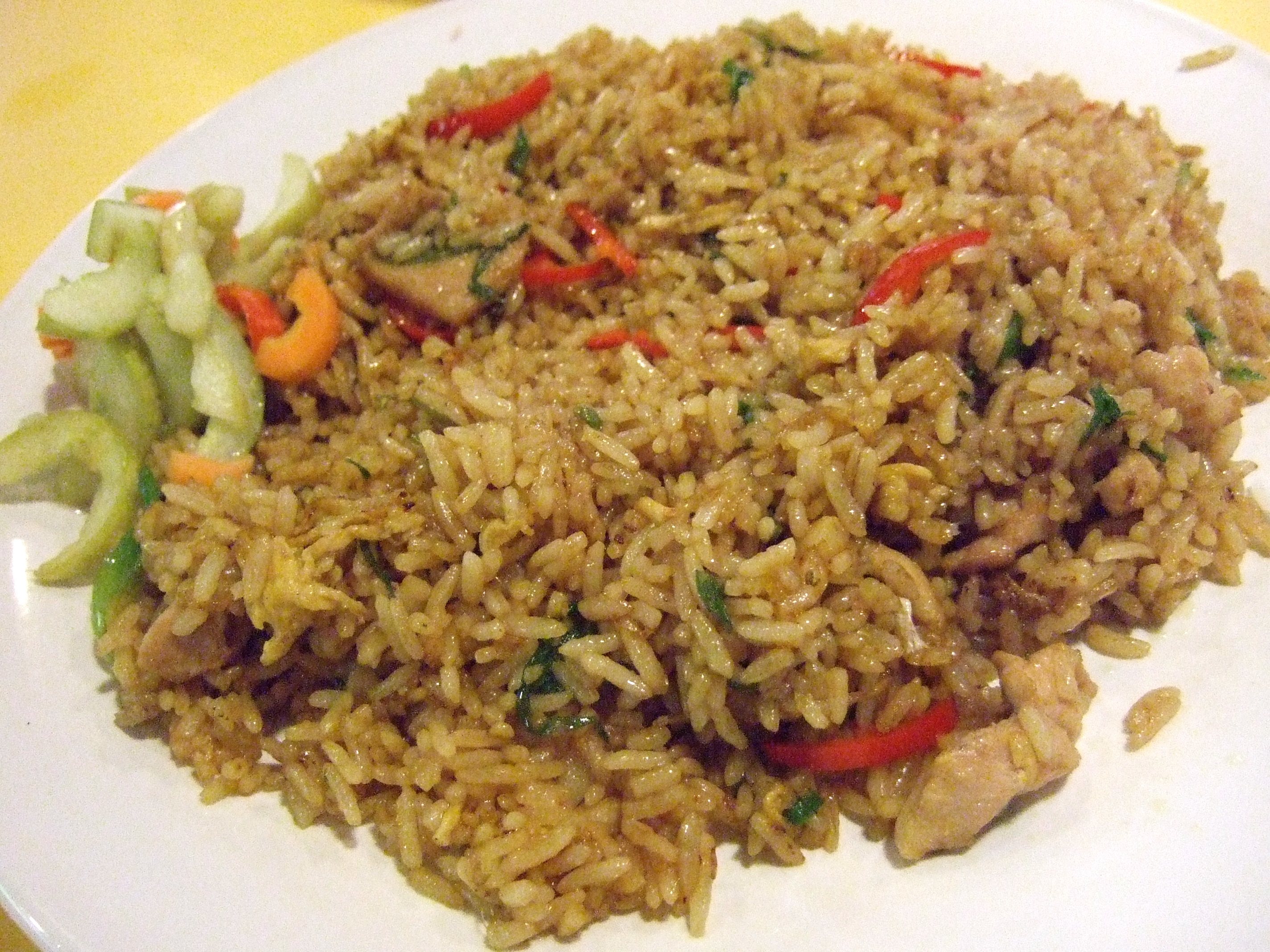
Nasi Goreng nach chinesischer Art in Jakarta
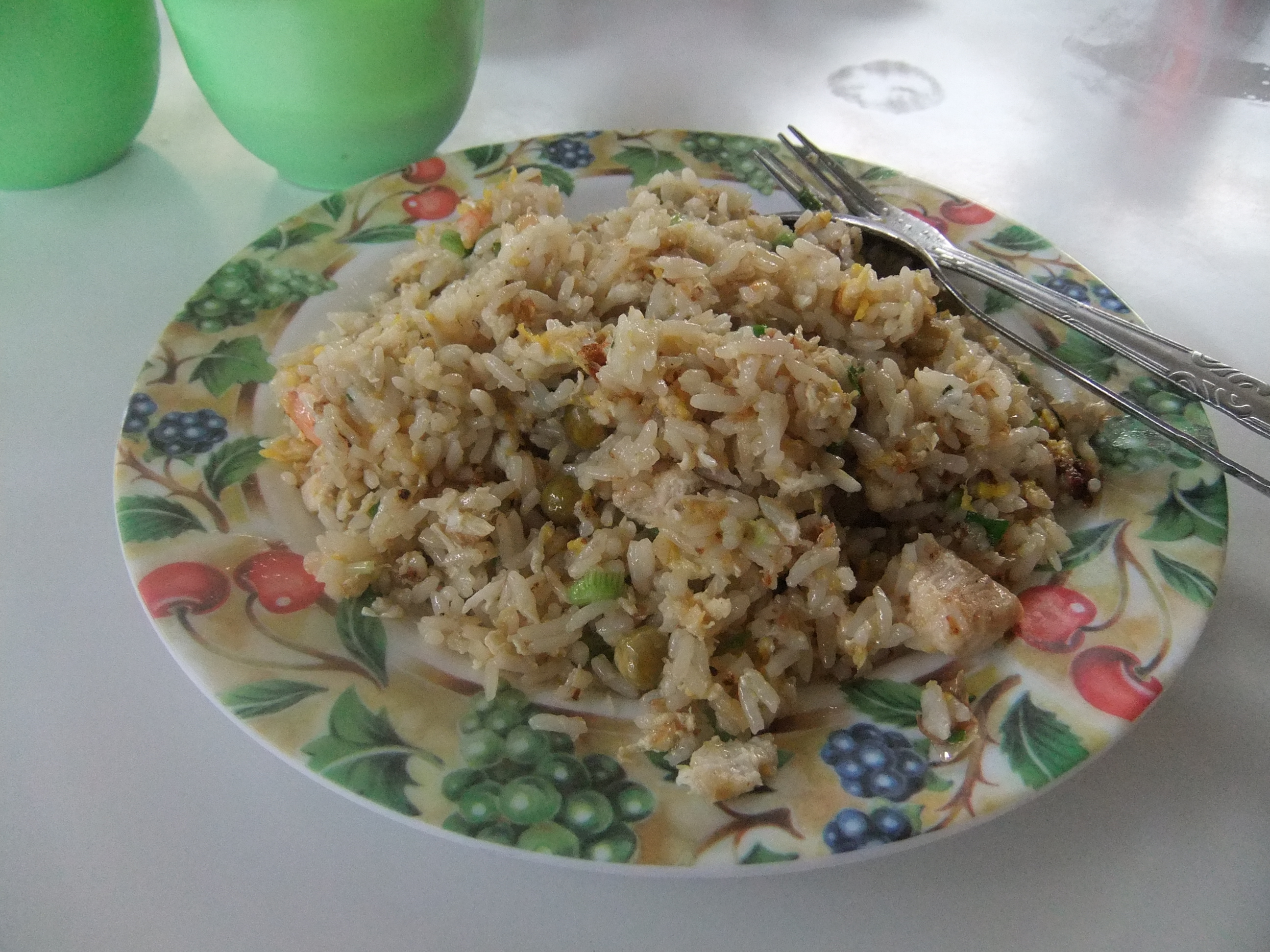
Nasi Goreng nach Hong-Kong-Art in Mataram, Lombok
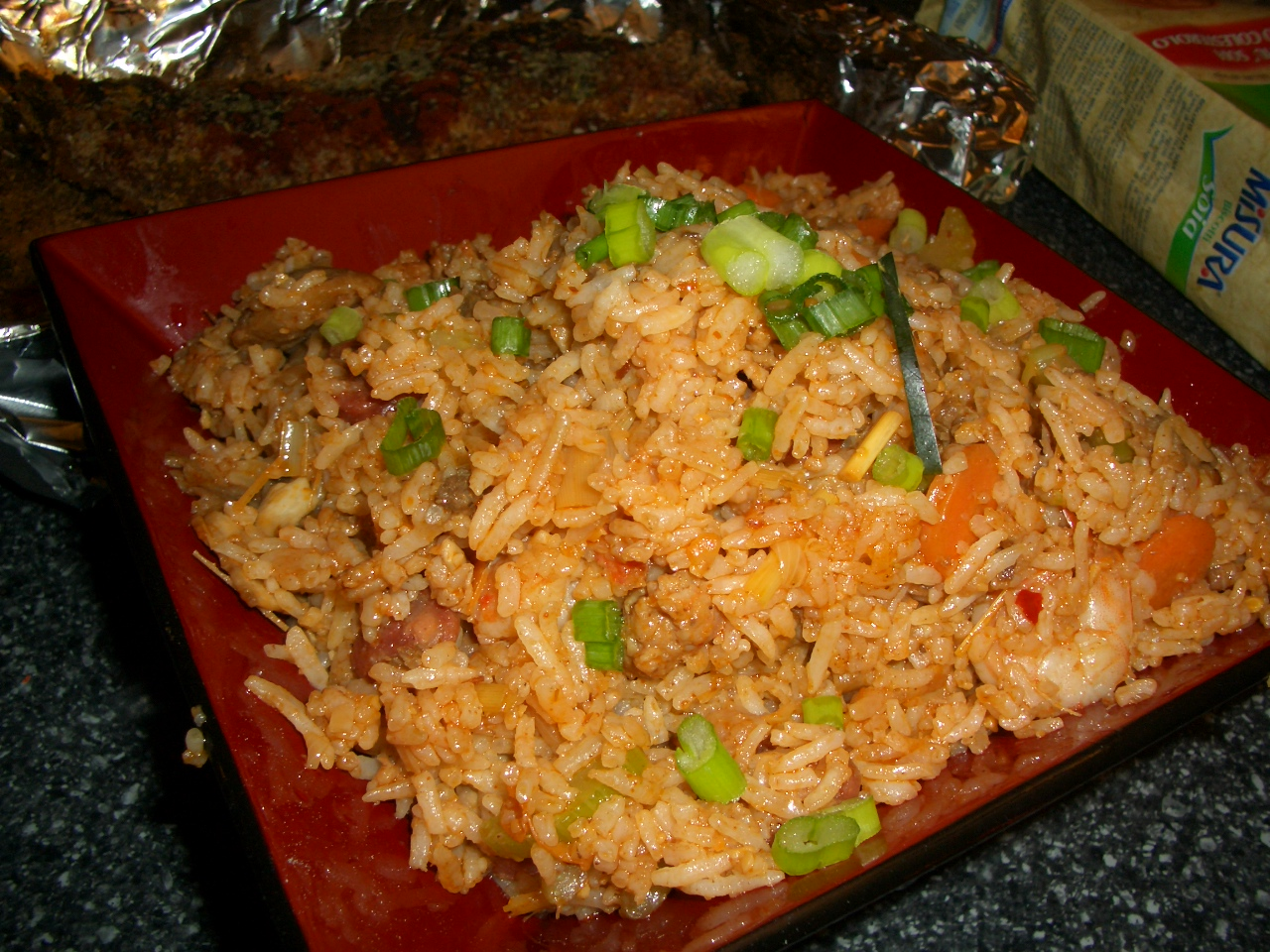
Nasi Goreng in Singapur
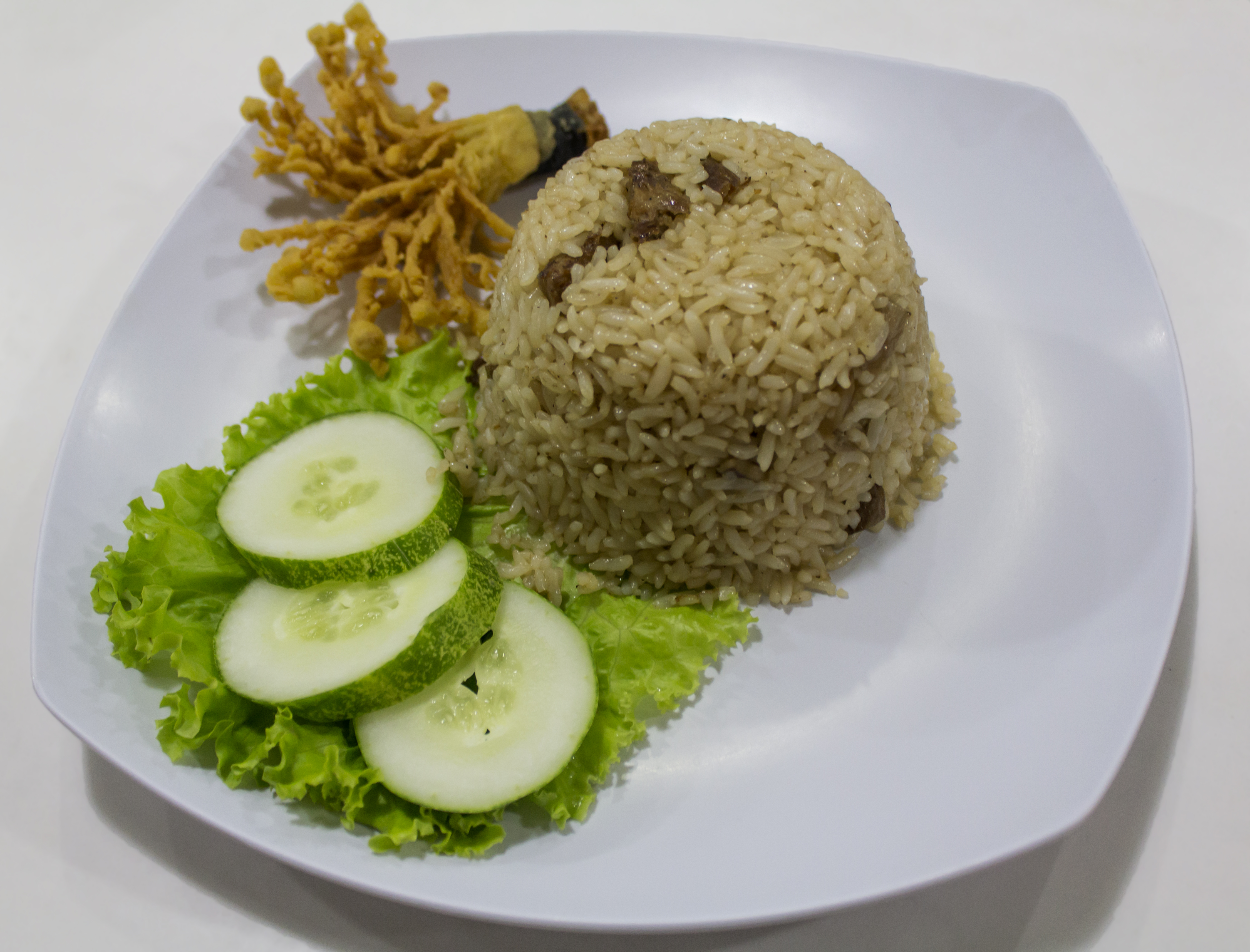
Pilz-Nasi Goreng in Yogyakarta
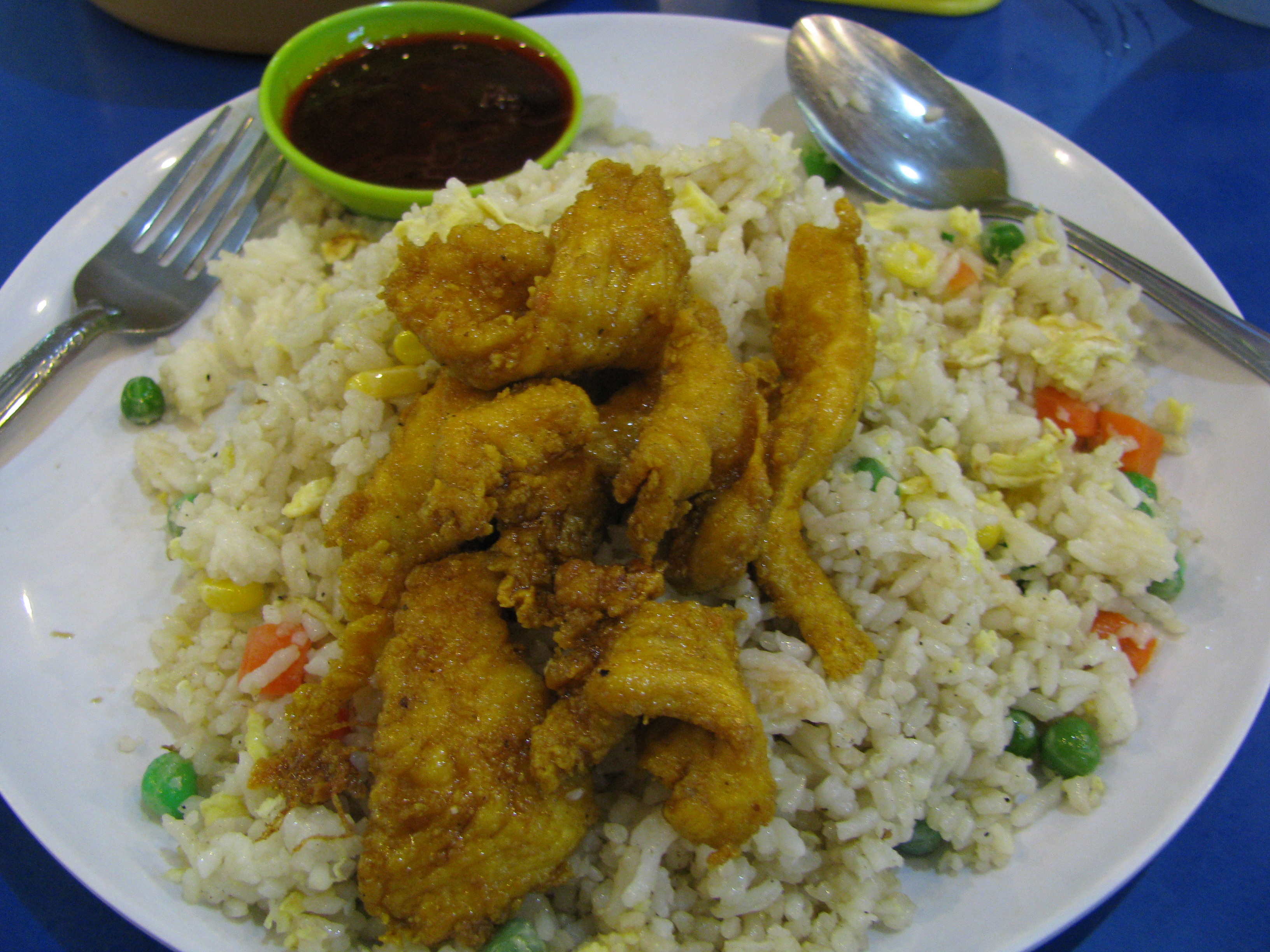
Nasi Goreng mit Meeresfrüchten in Sandakan, Sabah, Ost-Malaysia